# Wan Hai Lines
Wan Hai Lines, Ltd. est une compagnie maritime taïwanaise fondée en 1965. Depuis lors, elle est devenue l'un des grands acteurs de l'industrie du transport par conteneurs, avec un flotte de 148 navires et d'une capacité de 420 968 EVP au 1er aout 2021.

## Historique

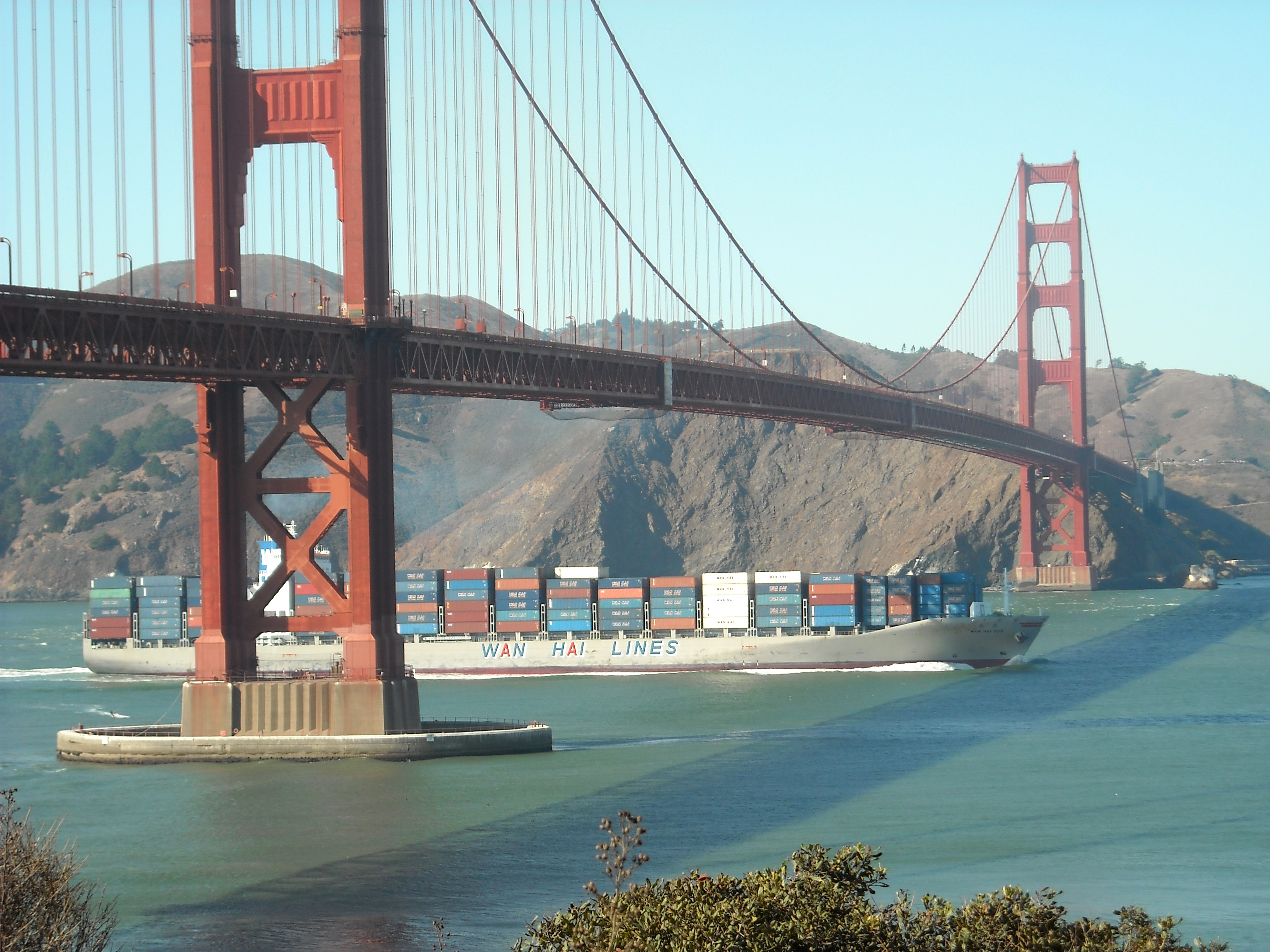
Un conteneur de Wan Hai Lines.

Au début, l'activité de Wan Hai était principalement le transport de grumes entre Taïwan, le Japon et l'Asie du Sud-Est. En 1976, afin de répondre au développement rapide du commerce international dans la zone Asie-Pacifique et à la tendance du transport international conteneurisation, Wan Hai s'est lancé dans le secteur du transport maritime de conteneurs. Plus récemment, Wan Hai a étendu son réseau d'expédition en Asie aux services vers le Canada, les États-Unis, l'Amérique du Sud, l'Afrique et le Moyen-Orient.
En aout 2017, Wan Hai a été annoncé un nouveau service hebdomadaire vers le Cambodge depuis Taïwan, desservant également régulièrement la Chine et la Thaïlande.
En aout 2018, il a été annoncé une commande de 20 nouveaux porte-conteneurs, 8 grands de 3 036 EVP et 12 petits de 2 038 EVP à construire dans les chantiers navals japonais et chinois.
Le 21 janvier 2021, la compagnie a passé une commande de 50 000 conteneurs supplémentaires à China International Marine Containers en raison de pénuries sur le marché international des conteneurs.